# Bathyraja albomaculata
Bathyraja albomaculata és una espècie de peix de la família dels raids i de l'ordre dels raïformes.

## Morfologia
- Els mascles poden assolir 14,4 cm de longitud total.[2][3]

## Reproducció
És ovípar i les femelles ponen càpsules d'ous, les quals presenten com unes banyes a la closca.

## Depredador
A les Illes Malvines és depredat per Cottoperca gobio.

## Hàbitat
És un peix marí, de clima temperat i demersal que viu entre 130–434 m de fondària.

## Distribució geogràfica
Es troba a l'oceà Pacífic sud-oriental (Illa Guamblín, Xile) i l'Atlàntic sud-occidental (la Patagònia -l'Argentina-, les Illes Malvines i l'Uruguai).

## Observacions
És inofensiu per als humans.